# Wot a Bargain
Wot a Bargain è un'EP del gruppo Hardcore punk Charged GBH.

## Tracce
1. Checkin' Out
2. No-one Cares
3. Infected
4. Tipuki Thunder

## Formazione
- Colin Abrahall  - voce
- Colin Blyth - chitarra
- Ross Lomas - basso
- Kai Reder - batteria